# Bryum erythroloma
Bryum erythroloma là một loài Rêu trong họ Bryaceae. Loài này được (Kindb.) Syed mô tả khoa học đầu tiên năm 1973.